# Ilana Kloss
Ilana Kloss (Johannesburg, 22 maart 1956) is een tennisspeelster uit Zuid-Afrika.
Als junior won Kloss de titel op Wimbledon 1972. In 1974 won ze ook het juniorentoernooi op de US Open. Als professional won ze vervolgens het US Open dubbelspeltoernooi in 1976 en het gemengd dubbelspel van Roland Garros.
Tussen 1973 en 1977 speelde ze zeventien maal op de Fed Cup voor Zuid-Afrika.

## Privé
Kloss is de partner van tennislegende Billie Jean King.